# Саут-Джамейка
Саут-Джаме́йка (англ. South Jamaica) — район в боро Куинс в Нью-Йорке. Расположен к югу от района Джамейка. Также известен как Саутсайд (англ. The Southside). Район ограничен железной дорогой Лонг-Айленда, Джамейка-авеню и Либерти-авеню на севере; скоростной магистралью Ван-Уика на западе; бульваром Рокуэй на юге; бульваром Меррик на востоке.
Район населён преимущественно афроамериканцами, многие из которых имеют карибское происхождение.